# .de
Pour les articles homonymes, voir DE.

.de est le domaine de premier niveau national (country code top level domain : ccTLD) réservé à la République fédérale d'Allemagne.
de fait référence aux deux premières lettres du nom de l'Allemagne en allemand : Deutschland.